# Marcolino Moco
Marcolino José Carlos Moco (Chitué, Ecunha, 19 de julho de 1953) é um político angolano. Foi primeiro-ministro de Angola de 2 de dezembro de 1992 a 3 de junho de 1996 e secretário-executivo da Comunidade dos Países de Língua Portuguesa (CPLP) de 1996 a 2000 .

## Carreira
Moco era membro do Movimento Popular de Libertação de Angola (MPLA), o partido único no poder até 1992, pouco antes de se tornar Primeiro-Ministro, com um interlúdio de um governo de unidade nacional, após o que o MPLA voltou a ser o partido majoritário no parlamento. Moco foi despedido do cargo de Primeiro-Ministro pelo Presidente José Eduardo dos Santos em 1996. Santos removeu todo o gabinete, bem como o governador do Banco Nacional de Angola, num ímpeto de se afirmar no poder.

### Secretário Executivo da CPLP
Em julho de 1996, Moco tornou-se o primeiro Secretário Executivo da Comunidade dos Países de Língua Portuguesa, uma organização internacional de cooperação entre os países de língua oficial portuguesa, incluindo Angola. O mandato de Moco como Secretário Executivo terminou em 2000.

## Vida pessoal
O filho mais novo de Moco é Chilala Moco, fotógrafo radicado em Angola e Portugal. 